# رضا شکراللهی
رضا شکراللهی ویراستار، نویسنده و روزنامه‌نگار ایرانی است. او در دانشگاه صدا و سیما در رشتهٔ کارگردانی فیلم تحصیل کرده و ویراستار بازنشستهٔ رادیو فرهنگ است. سابقهٔ شکراللهی در روزنامه‌نگاری به روزنامهٔ سلام برمی‌گردد و ستون ثابت او با عناوین شیرینی زبان و مزخرفات فارسی در روزنامهٔ اعتماد ادامه‌دارترین فعالیت مطبوعاتی او در موضوع زبان و ادبیات فارسی بوده‌است. مزخرفات فارسی نخستین اثر چاپی این نویسنده و ویراستار با موضوع نگارش و ویرایش است که انتشارات ققنوس در سال ۱۳۹۶ منتشر کرد.
او در کودکی به عنوان رزمنده در جنگ ایران و عراق حضور داشته است.

## فعالیت ادبی
رضا شکراللهی فعالیت‌های ادبی را از سال ۱۳۸۰ آغاز کرد. راه‌اندازی و مدیریت وبگاه‌های خوابگرد و هفتان، برگزاری جوایز ادبی، داوری برخی دیگر از جوایز و ویرایش تخصصی ادبیات داستانی، بخشی از کارهای او در این سال‌ها بوده‌اند. وبگاه فرهنگی–خبری هفتان پس از چند سال خبررسانی و انتشار مطلب، در سال ۱۳۸۷ به دستور یک نهاد امنیتی فیلتر و فعالیت آن متوقف شد. وبلاگ خوابگرد نیز پس از یک دوره فیلتر شدن به دلیل حمایت رسانه‌ای شکراللهی از جنبش سبز و در نتیجهٔ برخی گزارش‌های وبگاه‌های خبری تحت عنوان عناصر ادبی برانداز در فتنه در حوادث سال ۱۳۸۸ همچنان فعال است.

## جایزه ادبی بهرام صادقی
در سال ۱۳۸۲ جایزه ادبی بهرام صادقی، اولین جایزهٔ داستان کوتاه مبتنی بر وب بود که با دبیری شکراللهی در وبگاه خوابگرد تأسیس شد و داوران نخستین دورهٔ آن علاوه بر خود او، منیرو روانی‌پور، رضا قاسمی، احمد غلامی، عباس معروفی، محمدحسن شهسواری، خسرو دوامی و حسن محمودی بودند. دوره‌های بعدی این جایزه در سال ۱۳۹۴ و سال ۱۳۹۵ با داوری حسین پاینده، محمدحسن شهسواری، علی خدایی و فرشته احمدی و دبیری رضا شکراللهی برگزار شدند.
از سایر کوشش‌های ادبی او می‌توان به عضویت در هیئت داوران و اجرای دو دوره مسابقهٔ داستان کوتاه شهر کتاب، عضویت در هیئت داوران جایزهٔ تعطیل‌شدهٔ منتقدان و نویسندگان مطبوعات نام برد. در کنار اینها راه‌اندازی جایزهٔ بهترین کتاب در دو سال پیاپی با نظرسنجی از وبلاگ‌نویسان نیز از دیگر کارهای او بوده است.

## نگارش و ویرایش
تخصص اصلی و مهم‌ترین دلمشغولی رضا شکراللهی ویراستاری کتاب‌های داستانی به‌خصوص رمان و کار پیوسته در این عرصه است. از میان انتشاراتی‌هایی که او با آنها در این زمینه کار کرده‌است می‌توان به انتشاراتی‌های ققنوس، چشمه و افق اشاره کرد. ویرایش شماری از آثار معروف سال‌های اخیر از جمله همهٔ آثار محمدحسن شهسواری بر عهدهٔ او بوده‌است.